# Gruppo Sportivo Cantieri Tosi 1933-1934
Questa pagina raccoglie i dati riguardanti il Gruppo Sportivo Cantieri Tosi nelle competizioni ufficiali della stagione 1933-1934.

## Rosa
| N. |                   | Ruolo | Calciatore          |
| -- | ----------------- | ----- | ------------------- |
|    | Italia (bandiera) | C     | Buccanfuso          |
|    | Italia (bandiera) | C     | Burrone             |
|    | Italia (bandiera) | C     | Michele Caputo (II) |
|    | Italia (bandiera) | C     | Eugenio Carbone     |
|    | Italia (bandiera) | C     | Vito Carenza        |
|    | Italia (bandiera) | A     | Cramarossa          |
|    | Italia (bandiera) | A     | Nicola De Lorenzo   |
|    | Italia (bandiera) | C     | Gigante             |
|    | Italia (bandiera) | A     | Attilio Guarsone    |
|    | Italia (bandiera) | C     | Michele Madonna     |
|    | Italia (bandiera) | D     | Cesare Maino        |
|    | Italia (bandiera) | C     | Mele                |

| N. |                   | Ruolo | Calciatore         |
| -- | ----------------- | ----- | ------------------ |
|    | Italia (bandiera) | A     | Luigi Molinari     |
|    | Italia (bandiera) | D     | Nevoli             |
|    | Italia (bandiera) | D     | Padovani           |
|    | Italia (bandiera) | P     | Presicci           |
|    | Italia (bandiera) | A     | Francesco Sacco    |
|    | Italia (bandiera) | D     | Mario Salvati      |
|    | Italia (bandiera) | D     | Sammarco           |
|    | Italia (bandiera) | D     | Armando Schievano  |
|    | Italia (bandiera) | P     | Giuseppe Scotto    |
|    | Italia (bandiera) | A     | Rosario Trama      |
|    | Italia (bandiera) | C     | Giuseppe Valentini |